# QSAN 廣盛科技
廣盛科技股份有限公司（QSAN）是一家位於台灣的網路儲存設備公司，成立於2004年7月28日。公司的主要業務包括儲存設備的設計、相關軟體和硬體研發，以及整合服務。其業務範圍分佈歐洲、美洲、及亞洲。
產品涵蓋網路儲存設備如存儲區域網絡（SAN）及網路附加儲存（NAS）、快閃儲存陣列、磁碟陣列系統(RAID)以及儲存管理系統。

## 產品
- 網路儲存伺服器（NAS）
- 儲存區域網路（SAN）
- 直接連接儲存（DAS）
- 磁碟儲存系統[5]
- 系統備份管理

## 外部連結
- 官方网站